# Insekternas sång
Insekternas sång är en roman av författaren Kristina Sandberg från 2000. I boken skildrar Sandberg en ung flickas brytningstid mellan barndom och puberteten. Boken har ett liknande tema som hennes tidigare roman: I vattnet flyter man från 1997.